# Suricate
Suricata suricatta
«  Suricata » redirige ici. Pour le logiciel, voir Suricata (logiciel).
Cet article concerne l'espèce animale. Pour le groupe d'humoristes, voir Suricate (humoristes).
Genre
Espèce
Synonymes
- Viverra suricatta Schreber, 1776 (protonyme)

Statut de conservation UICN

 LC  : Préoccupation mineure
Répartition géographique
Le Suricate (Suricata suricatta), parfois surnommé « sentinelle du désert », est une espèce de mammifères diurnes de la famille des Herpestidés (mangoustes), et la seule connue du genre Suricata. Ce petit carnivore vit dans le sud-ouest de l'Afrique (désert du Namib). Animal très prolifique, il vit en grands groupes familiaux au sein d'une colonie. Ils se réfugient la nuit dans de vastes terriers.

## Description de l'espèce

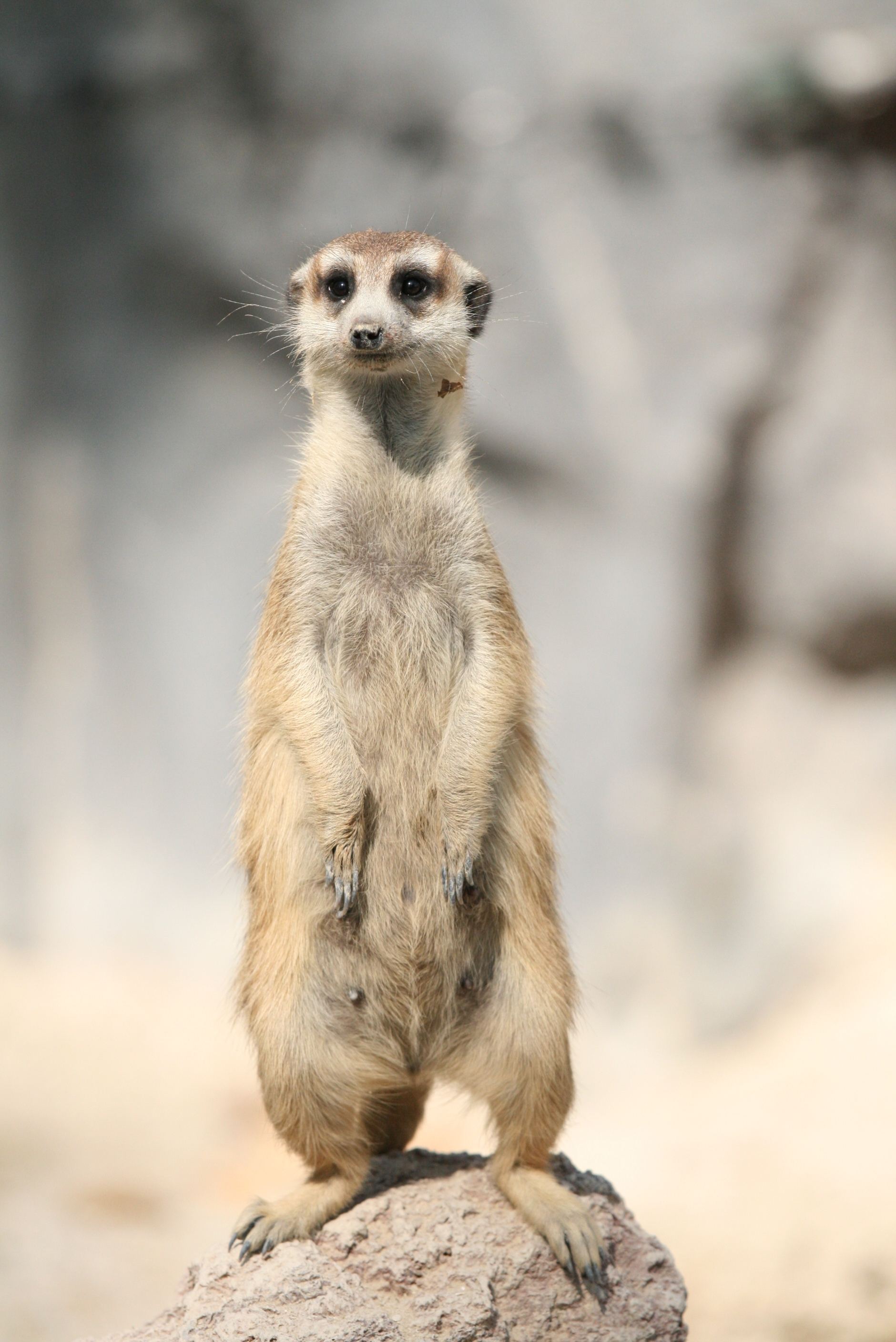
Suricate vu de face, en position de vigilance

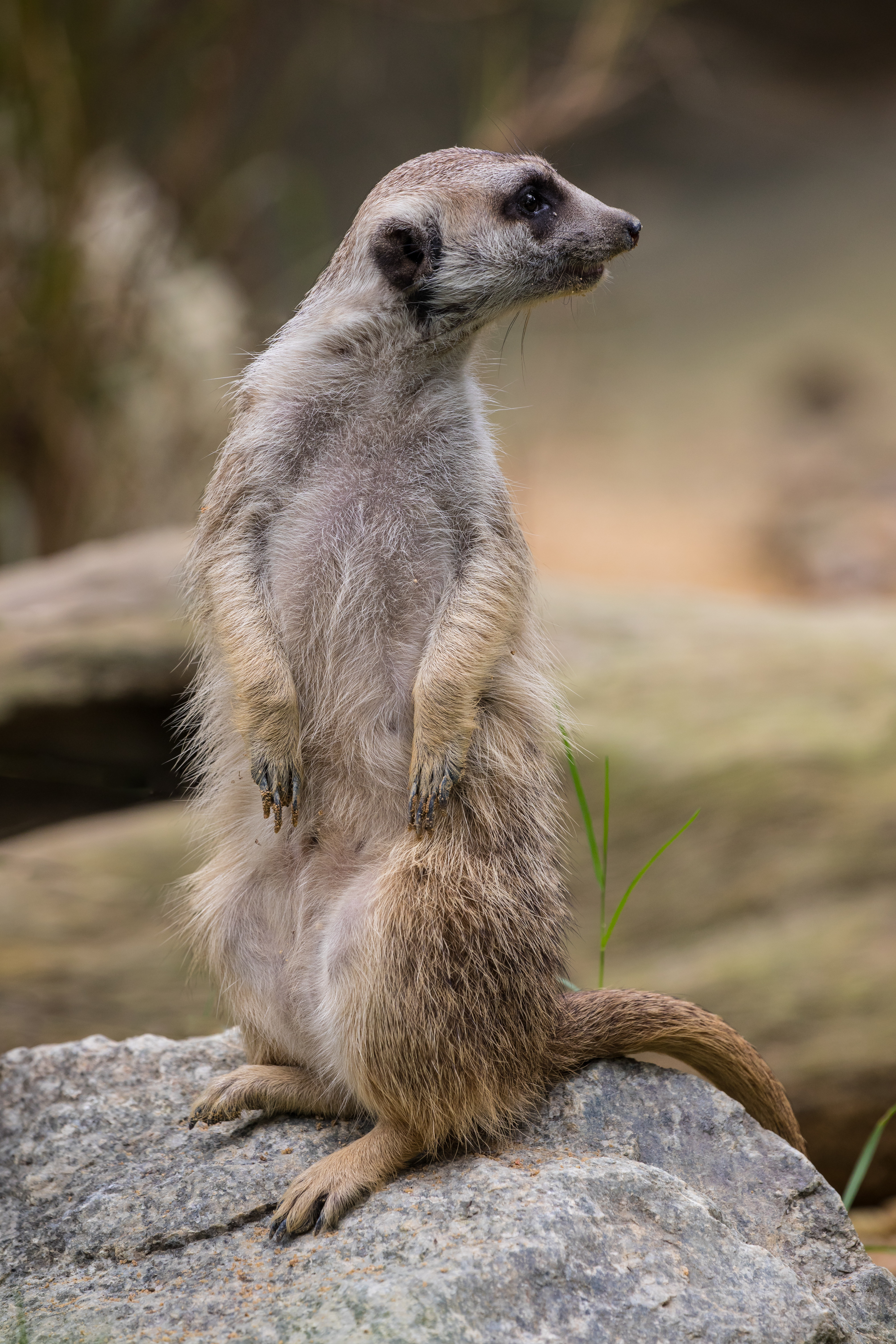
Un suricate dressé sur ses pattes arrière, regardant derrière, au zoo de Singapour.

Les suricates sont généralement longs de 25 à 29 cm (plus la queue 19 à 24 cm) et pèsent de 0,62 à 0,97 kg. Le suricate mange entre autres des insectes, des souris, des rats, des oiseaux, de petits reptiles et des tubercules ou bulbes de plantes qu'il déterre avec ses pattes munies de fortes griffes non rétractiles de deux centimètres de longueur. Les suricates sont ainsi capables de déplacer leur propre poids de terre en 20 secondes. Une paupière transparente protège leurs yeux lorsqu'ils creusent le sable.
Les suricates vivent dans les plaines semi-désertiques du sud-ouest de l’Afrique. La gestation dure 11 semaines pour des portées de 2 à 7 petits. Des sentinelles se relaient pour veiller sur le groupe en se dressant sur les pattes arrière et communiquent par cris pour prévenir des dangers, comme la présence de rapaces ou de serpents.
Leur pelage est blond avec quelques franges sombres sur le dos. Deux particularités sont importantes : leur queue très agile leur sert de 5e membre et leur vue est perçante. Enfin, des poils plus foncés autour des yeux protègent ceux-ci du soleil. La durée moyenne de vie du suricate est de 12 ans.

## Historique de la description et du nom

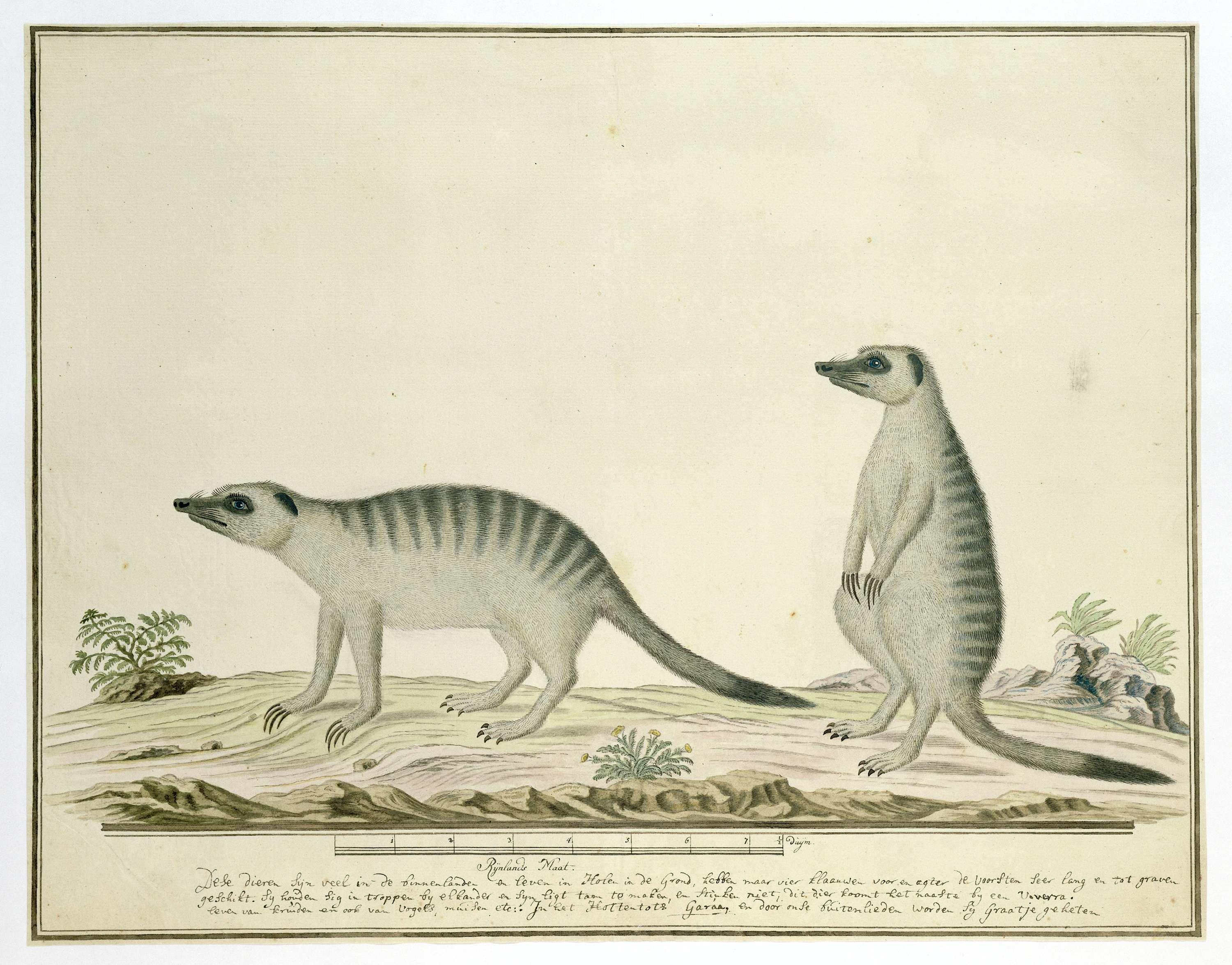
Illustration de l'explorateur, militaire, naturaliste et linguiste hollandais d'origine écossaise Robert Jacob Gordon. « Ces animaux sont abondants à l'intérieur et vivent dans des trous dans le sol. Ils n'ont que quatre griffes devant et derrière, celles de devant sont très longues et aptes à creuser. Ils vivent en groupes et sont facilement apprivoisés, et ils ne puent pas. Cet animal se rapproche d'un «viverra». Ils se nourrissent de plantes et aussi d'oiseaux, de souris, etc. Dans la langue Hottentot on les nomme « Garáa », et nos agriculteurs les appellent «Graatje». » (trad.)

Le Suricata suricatta se nomme en anglais suricate ou meerkat, du néerlandais. On l'a aussi appelé en français zénick, et son orthographe surikate s'est transformée en suricate.
Buffon publie une description du premier spécimen du suricate connu en Europe. Il y eut cependant confusion sur son origine et son nom : il a cru à tort qu'il provenait du Suriname.
En 1765, Buffon commence ainsi son chapitre sur le « surikate »:

« Le suricate. Cet animal (pl. viii) a été acheté en Hollande sous le nom de Surikate; il se trouve à Surinam et dans les autres provinces de l'Amérique méridionale ... »

— Georges Louis Leclerc, Histoire naturelle générale et particulière : avec la description du Cabinet du Roy, vol. 13, 1765 (présentation en ligne), « Le Surikate », p. 72.
Il corrige en 1777 :

« M. Vosmaër, dans une note, [...] fait une remarque qui m'a paru juste, et dont je dois témoigner ici ma reconnaissance.
« M. de Buffon (dit M. Vosmaër) a vraisemblablement été trompé sur le nom de surikate & sur le lieu de l'origine de cet animal, qui a été envoyé l'été dernier par M. Tulbagh à S. A. S. Monseigneur le Prince d'Orange. Il n'appartient point à l'Amérique, mais bien à l'Afrique. » [...]
Ce témoignage de M. Tulbagh est positif, et ce que dit auparavant M. Vosmaër est juste ; j'y souscris avec plaisir, car, quoique j'aie eu cet animal vivant pendant longtemps, et que je l'aie décrit et fait représenter, je n'étais assuré ni de son nom, ni de son climat originaire que par le rapport d'un marchand d'animaux, qui me dit l'avoir acheté en Hollande sous le nom de Surikate, et qu'il venait de Surinam. Ainsi, nous dirons maintenant qu'il ne se trouve point à Surinam, ni dans les autres provinces de l'Amérique méridionale, mais en Afrique dans les terres montagneuses, au-dessus du cap de Bonne-Espérance. Et à l'égard du nom, il ne fait rien à la chose, et nous changerons volontiers celui de surikate lorsque nous serons mieux informés »

— Georges Louis Leclerc, Œuvres complètes de M. le Comte de Buffon, vol. 8, 1777 (lire en ligne), « Supplément à l'histoire des animaux quadrupèdes (Le Surikate) », p. 283.

## Alimentation

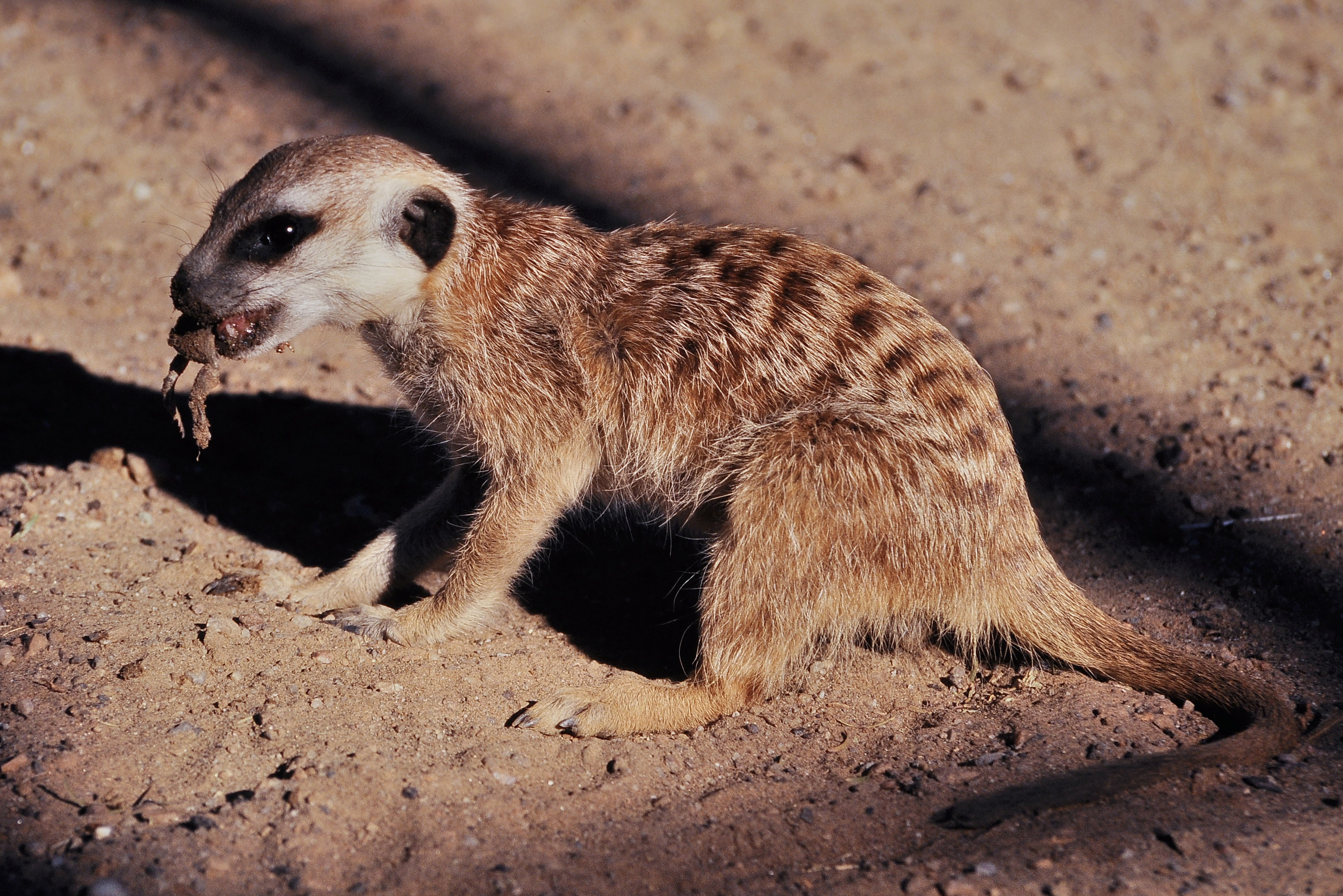
Suricate en Namibie mangeant une grenouille.

Le suricate est avant tout un insectivore mais il ne dédaigne pas les lézards, de petits serpents, des scorpions, des œufs, des mille-pattes et toutes sortes de petits mammifères ou, plus rarement, des oiseaux. Depuis le venin des morsures de serpents à celui des piqûres de scorpions — y compris des scorpions particulièrement venimeux du désert du Kalahari — les suricates sont naturellement immunisés contre une grande variété de poisons. Les morsures ou piqûres de ces animaux venimeux n’en sont pas moins douloureuses, pouvant causer la mort de l'individu touché. Les oiseaux de proie sont leurs principaux prédateurs.
Leur peu de réserves en tissu adipeux contraint les suricates à une alimentation journalière (ils passent 8 heures par jour à chasser). Cependant, en cas de disette, ils sont capables d'abaisser leur métabolisme au point qu'un insecte peut leur suffire pour la journée. Les proies leur fournissent une quantité d'eau suffisante mais les suricates vont parfois s'abreuver dans une flaque si les conditions climatiques les y contraignent.
Leur ouïe extrêmement fine et leur odorat développé permettent aux suricates de repérer une proie sous le sable, qu'ils creusent parfois assez profondément pour chercher leur nourriture. Ils ont donc la tête enfouie dans le sable et pendant ce temps ne peuvent repérer un prédateur. Les « sentinelles » ont pour rôle de prévenir les autres membres du groupe de la présence de tels prédateurs par des cris spécifiques. On a recensé 30 cris différents selon le type de danger (terrestre ou aérien) et son éloignement. Un cri continu indique que tout va bien. Des recherches récentes ont montré que les guetteurs étaient des individus du groupe qui n'avaient plus faim. Chaque surveillance dure environ une heure, pendant laquelle la sentinelle émet des cris continus à intervalles réguliers, lorsque tout va bien. En cas de danger, elle aboie ou siffle très fort. Chaque membre du groupe se précipite alors dans le terrier. Les jeunes ne fouillent pas le sol avant l'âge d'un mois et suivent alors un suricate plus âgé, qui joue le rôle d'éducateur.

## Reproduction et mise bas

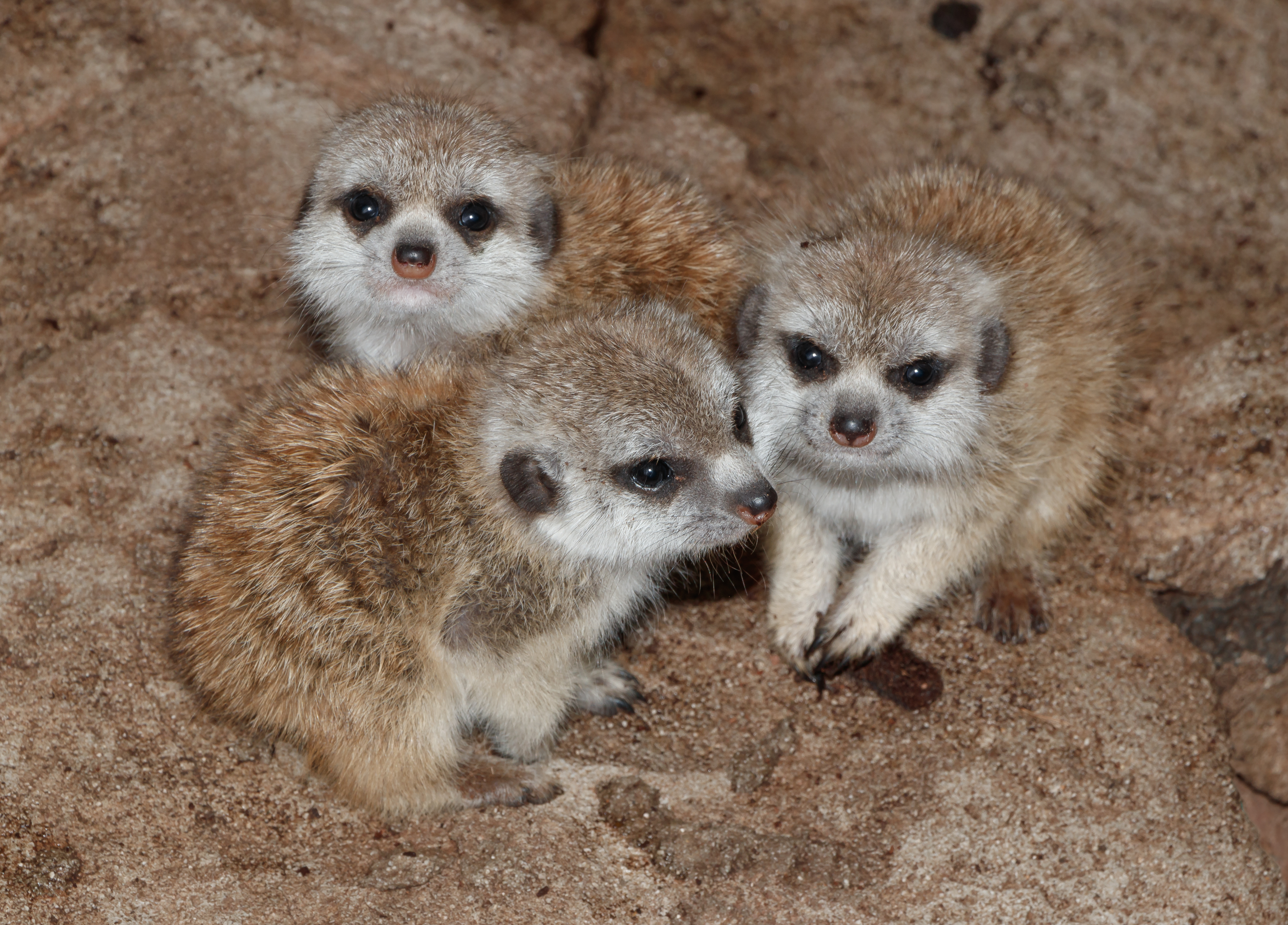
Petits suricates, à La Palma.

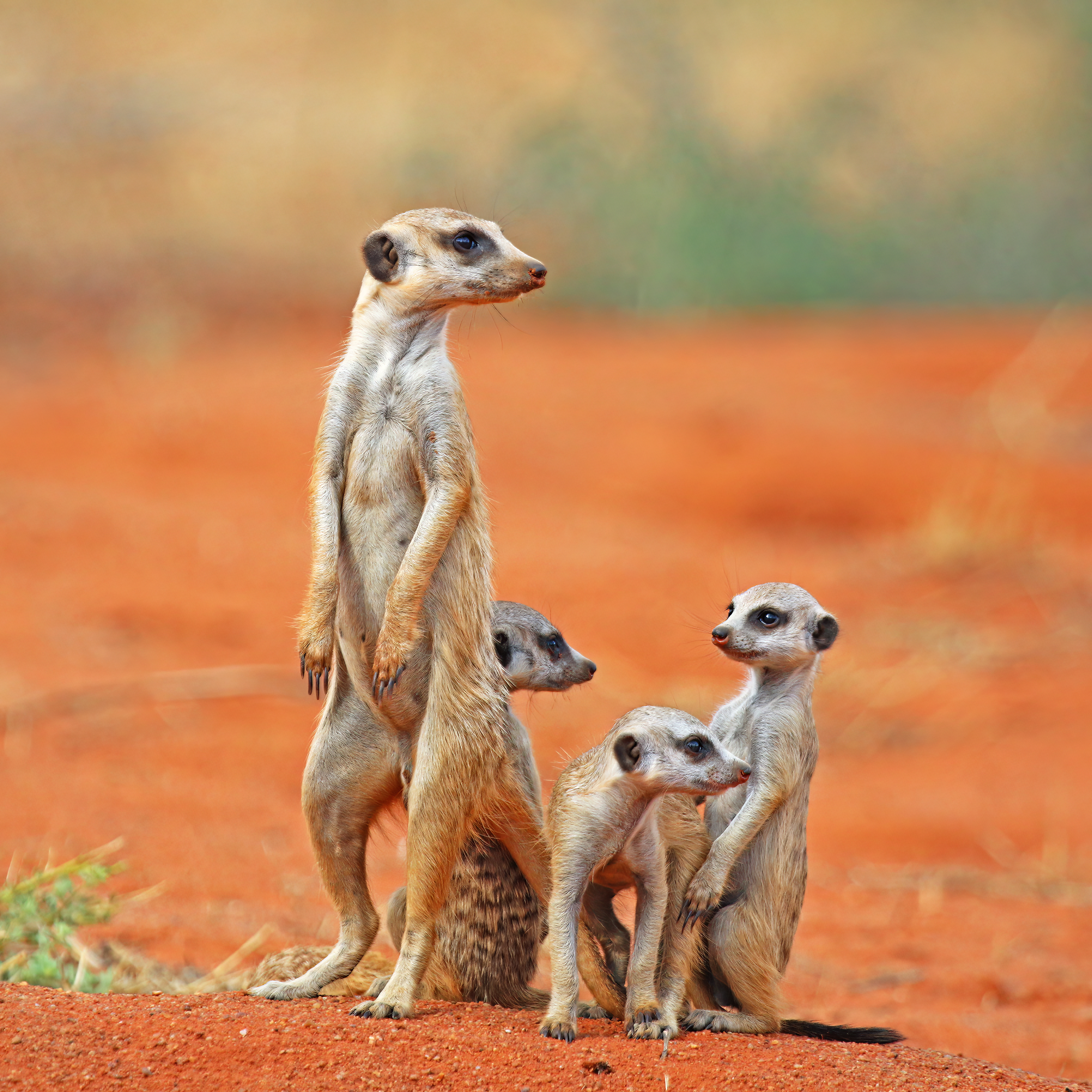
Suricate avec 3 jeunes dans la Tswalu Kalahari Reserve, Afrique du Sud. Novembre 2014.

Les suricates sont très prolifiques. Ils atteignent leur maturité sexuelle vers l'âge d'un an. La femelle dominante contrôle 80% de l'activité reproductive du clan et contraint les autres femelles à des tâches subalternes. Exerçant une autorité totale, elle ne tolère pas de naissances autres que les siennes.  
La femelle dominante peut avoir jusqu'à quatre portées par an de généralement trois petits à l'état sauvage mais elle peut réduire sa fertilité si les conditions alimentaires sont mauvaises ou, au contraire, mettre bas jusqu'à cinq petits si les conditions environnementales sont bonnes. Les suricates sont itéropares et peuvent se reproduire à n'importe quelle époque de l'année mais la majorité des mises bas survient à la saison chaude.
Les femelles sont capables de provoquer leur mise bas. Cette faculté permet au groupe d'avoir des petits au même stade de développement au même moment et de ne pas entraver les migrations du groupe.
Il n'y a pas de parade nuptiale précopulatoire. Le mâle amadoue la femelle jusqu'à ce qu'elle accepte l’accouplement. Le mâle reste en position assise durant l'acte. La gestation dure approximativement onze semaines. Les petits naissent dans le terrier souterrain et sont incomplètement développés. Leurs yeux deviennent fonctionnels au bout de 10 à 14 jours et leurs oreilles au bout de 15 jours. Ils sont sevrés au bout de 50 à 65 jours. Ils ne sortent du terrier qu'au bout de 21 jours de vie. Le clan au complet entoure le terrier pour assister à la sortie des petits qui sont confiés à des baby-sitters séjournant près de la tanière. Ils se joignent aux adultes dans leur quête de nourriture une semaine environ après leur première sortie.
La femelle dominante peut tuer tout autre petit du groupe et préserve ainsi la meilleure chance de survie à sa propre descendance. Elle peut aussi chasser une mère hors du groupe. De nouveaux groupes composés de femelles évincées et de mâles vagabonds se forment, ce qui limite la consanguinité. Dans une étude sur plus de mille espèces de mammifères, les suricates se classent comme l'animal le plus meurtrier de la planète: un membre du groupe a une chance sur cinq d'être tué par un congénère, souvent même par sa mère. 
Les membres du groupe dominant ne s'accouplent pas entre eux lorsque ces derniers sont des proches (ceci survient lorsque la femelle dominante meurt et qu'une de ses filles lui succède), mais avec des mâles vagabonds issus d'autres groupes. Les femelles pleines ont alors tendance à tuer et dévorer les petits nés d'une autre mère. Dès le moment où une femelle accède au statut de matriarche, son taux de testostérone augmente ainsi que son hostilité à l'égard des autres femelles, particulièrement celles qui sont le plus proches d'elle en âge et en taille, soit ses sœurs, qu'elle chasse du clan. 

## Comportement et vie sociale
Les suricates vivent dans de vastes terriers aux entrées multiples, qu'ils ne quittent que dans la journée. Ce sont des animaux sociaux de 20 à 50 membres au sein d'une même colonie. Hors du groupe, les suricates sont voués à une mort quasi certaine. Les animaux du même groupe se toilettent régulièrement entre eux pour tisser des liens sociaux puissants. Le couple dominant exprime son autorité sur le reste du groupe en le marquant de son odeur. Les animaux de second rang toilettent alors le couple dominant et lui lèchent la gueule. Ce comportement se rencontre habituellement lorsque les membres du groupe se trouvent réunis après une courte période de séparation. La plupart des suricates d'un même groupe sont la progéniture de la femelle dominante. Ce système autocratique extrêmement rigoureux a pu s'établir en raison des conditions de vie extrêmement difficiles imposées par le désert du Kalahari, où un individu isolé ne pourrait pas survivre.

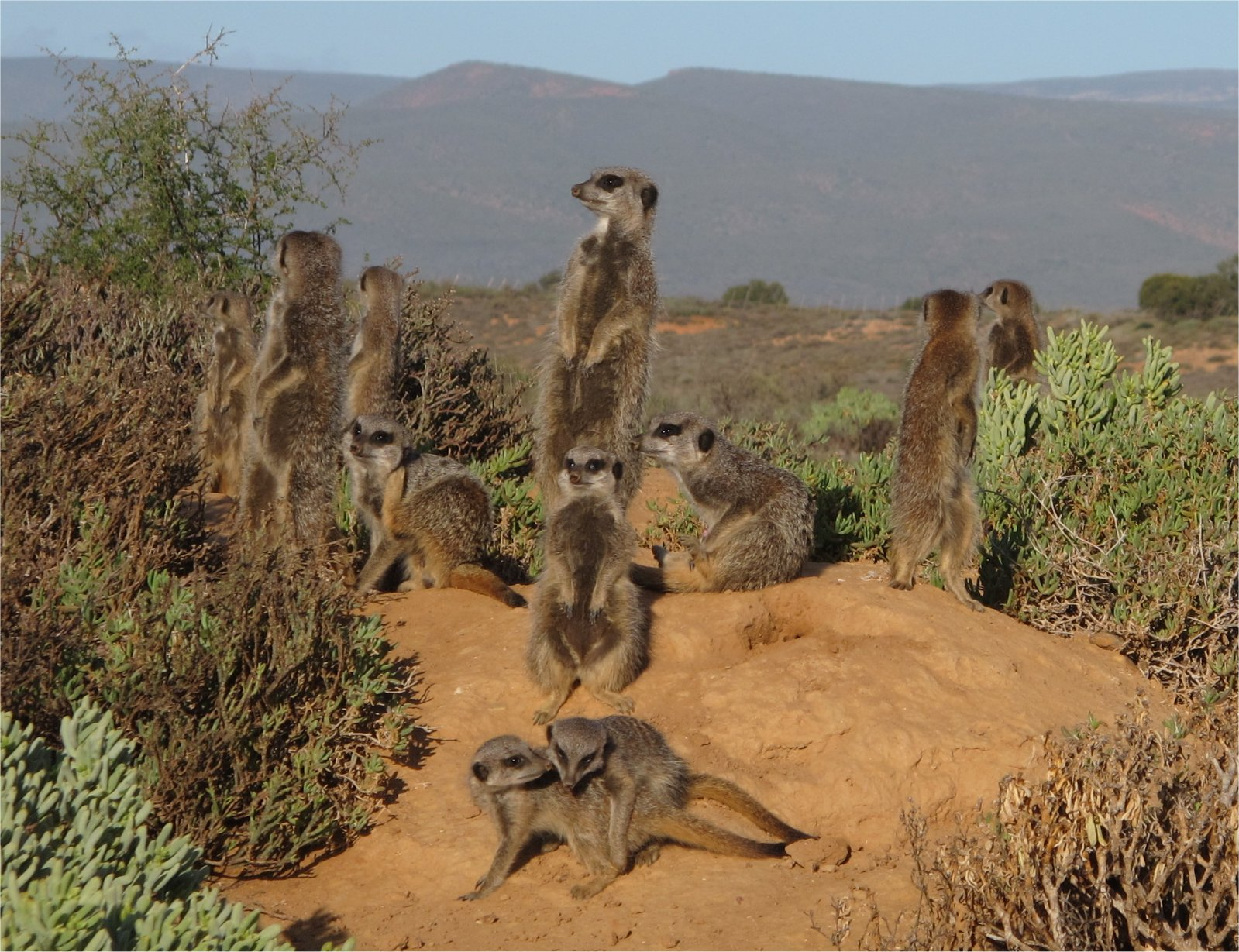
Groupe de suricates en Afrique du Sud
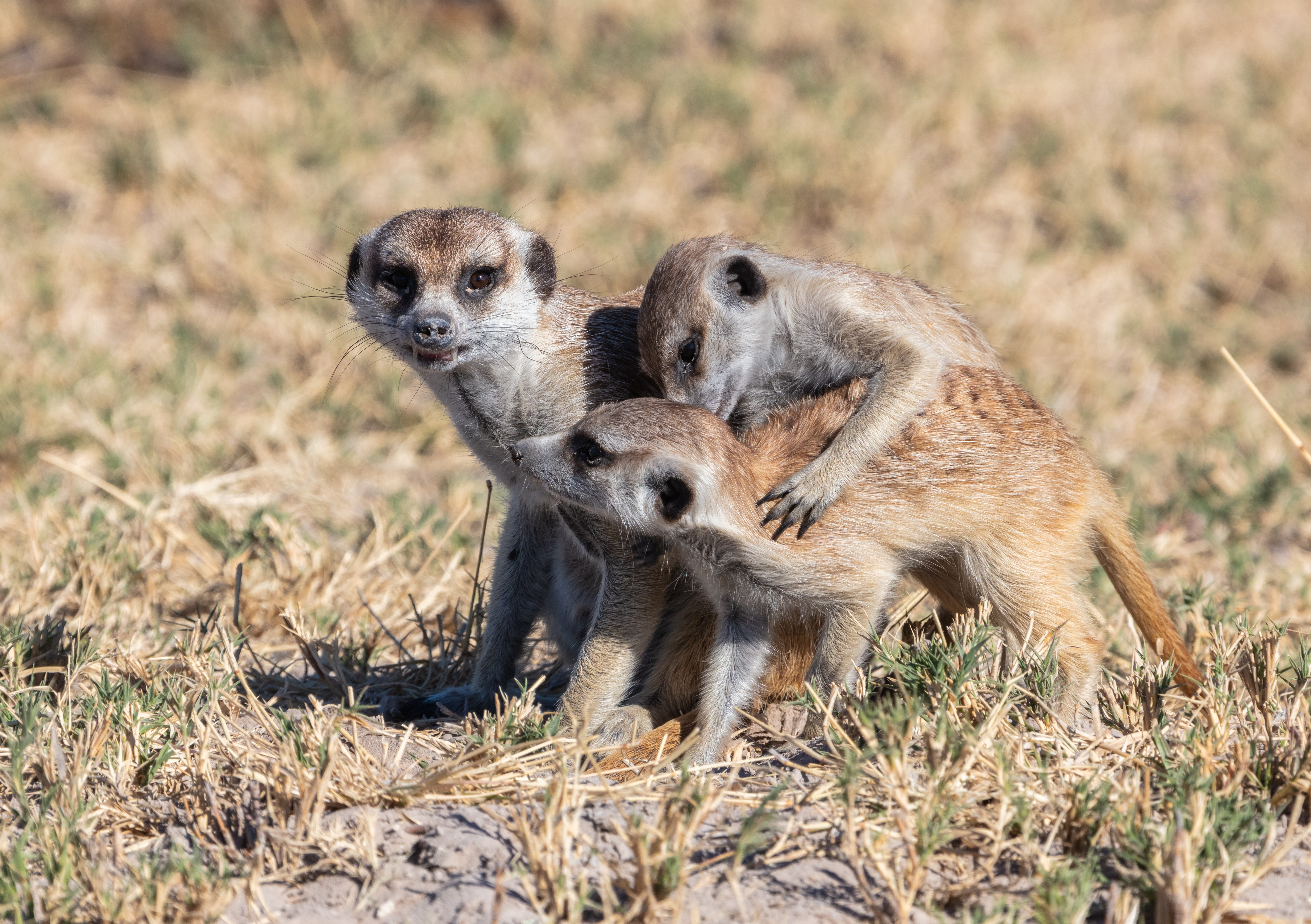
Autre groupe de suricates, dans le pan de Makgadikgadi au Botswana.
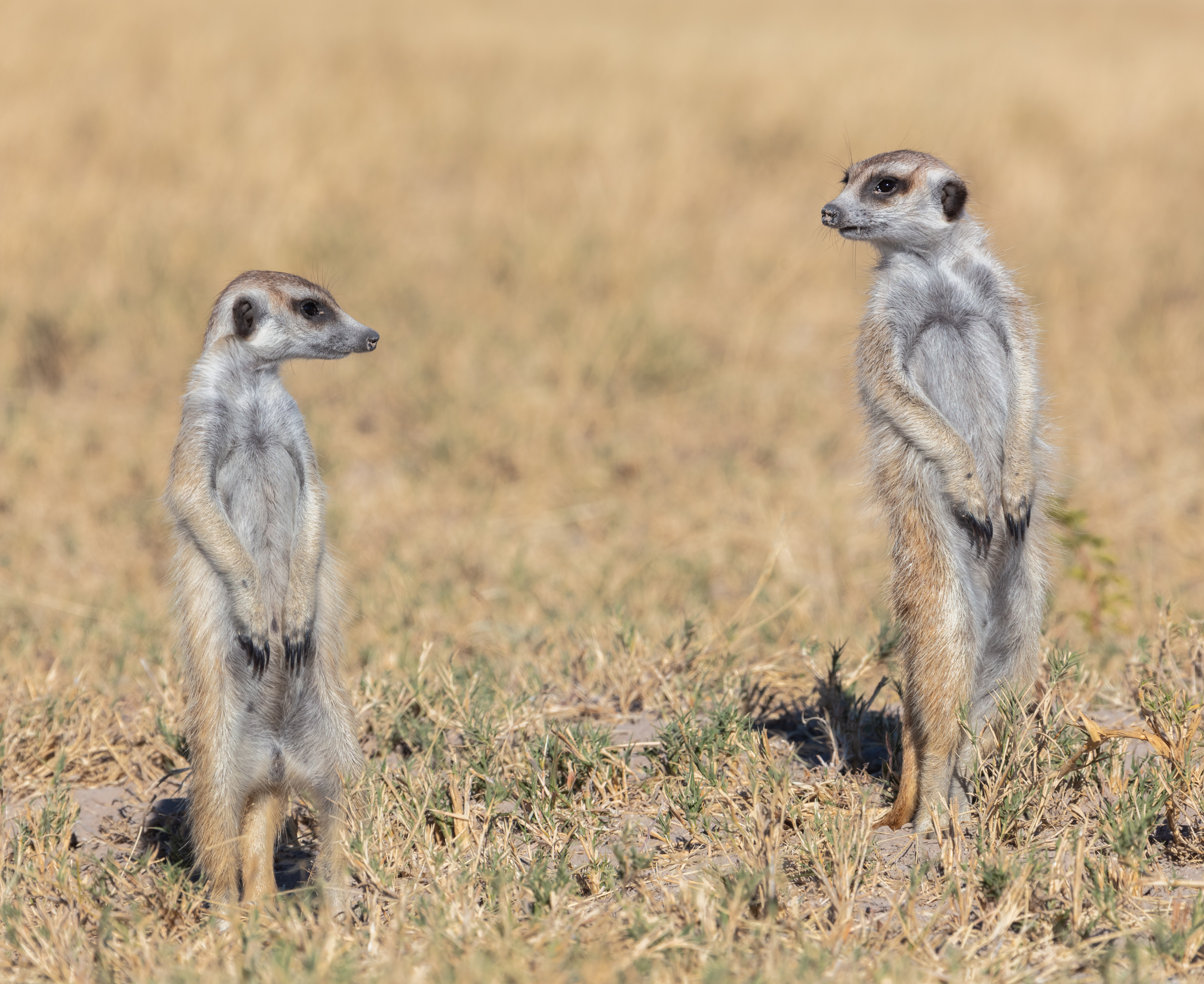
Suricates au même endroit.
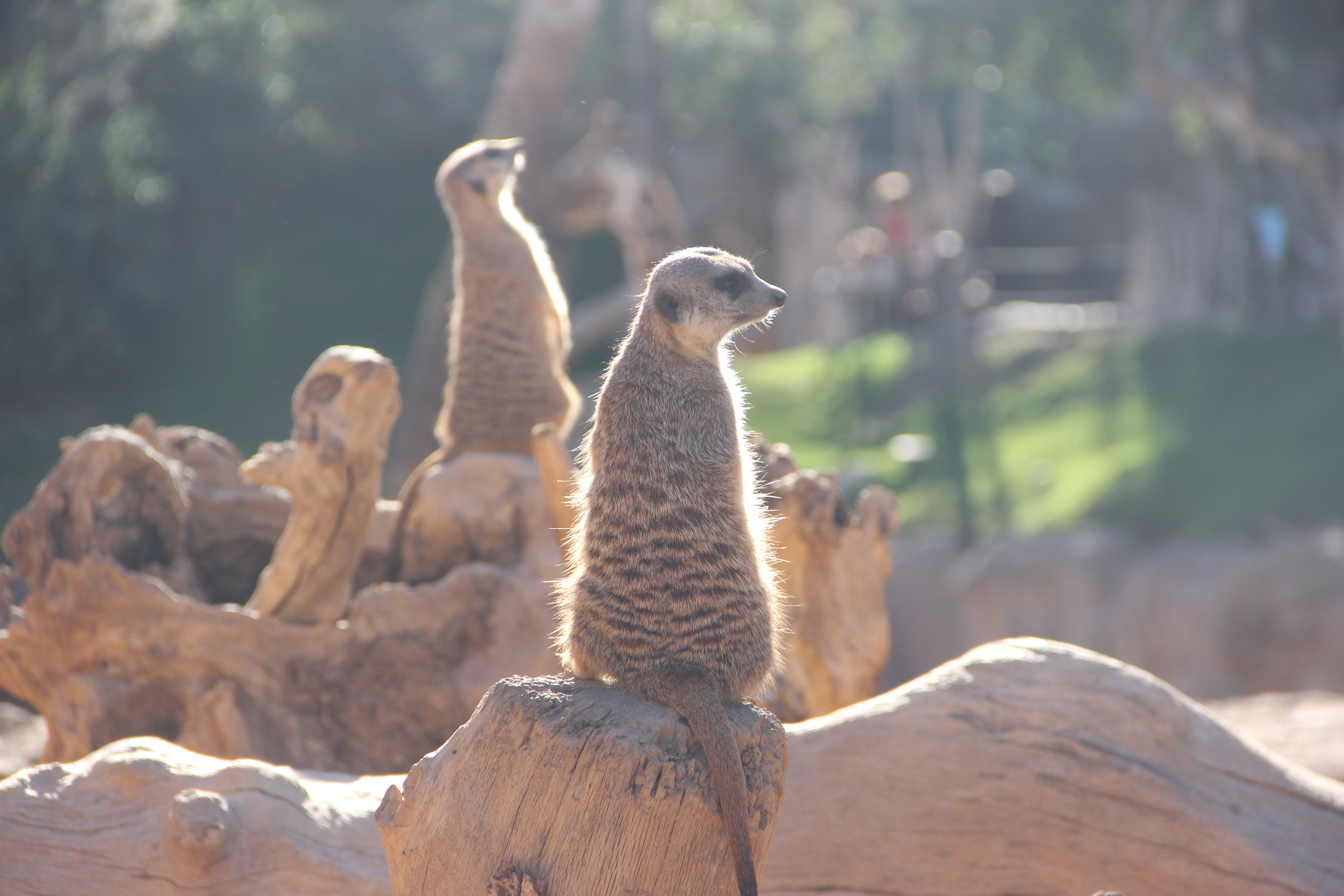
Suricates au Bioparc Valencia

Les suricates ont un comportement "altruiste" au sein de leur colonie. Un ou plusieurs d'entre eux surveillent en sentinelles les autres membres qui creusent ou jouent entre eux. Lorsqu'un prédateur est repéré, l'alerte est donnée par un aboiement particulier. La bande se précipite alors pour se cacher dans un des terriers dont ils ont parsemé leur territoire. La sentinelle est la première à réapparaître du terrier à la recherche d'éventuels prédateurs. Elle aboie en continu pour maintenir les autres suricates dans leurs terriers. Lorsqu'elle cesse d'aboyer les autres suricates peuvent émerger en toute sécurité.
Lorsque les jeunes ont moins de trois semaines, des individus du groupe restent avec eux au terrier durant toute la journée. Ces baby-sitters, qui ne sont pas nécessairement parents des jeunes, ne mangent pas de toute la journée pour surveiller le terrier et les jeunes. Comme tous les baby-sitters ne sont pas parents des jeunes qu'ils gardent, la théorie de la sélection de parentèle ne suffit pas. Récemment, ce comportement a pu être expliqué par la théorie de l'augmentation du groupe. Ainsi, des membres du groupe non apparentés aux jeunes ont aussi intérêt à prendre soin de ces jeunes car les groupes les plus nombreux ont plus de chances de survie. Les femelles qui n'ont jamais mis bas sont chargées d'allaiter les petits de la femelle dominante pendant que cette dernière est partie au loin avec le reste du groupe. Elles protègent également les jeunes des attaques des prédateurs, souvent au péril de leur vie. En cas d'alerte, les baby-sitters conduisent les petits dans les terriers et s'apprêtent à les défendre si nécessaire. Si la retraite sous le sol est impossible, elle réunit les petits et s'allonge par-dessus.
Les suricates partagent volontiers leur terrier avec la mangouste jaune et l'écureuil terrestre, espèces avec lesquelles ils n'entrent pas en compétition pour la nourriture. Ils hébergent parfois des serpents... s'ils n'ont pas de chance. Cependant, ils peuvent mordre leur « invité » en cas de mésentente.
À l'instar de plusieurs espèces, les jeunes suricates font leur apprentissage en observant et en mimant le comportement des adultes, qui s'impliquent cependant dans un enseignement actif. Par exemple, l'adulte enseigne aux petits comment attraper sans risque un scorpion venimeux et lui arracher le dard avant de le manger.
La chaleur du désert du Kalahari pouvant être mortelle, les parents ou leurs substituts recouvrent les petits de sable pour les mettre à l’abri du soleil au cours des déplacements.

### Vocalises
Les vocalises des suricates sont relativement riches et peuvent avoir plusieurs sens avec, en particulier, celui indiquant le type de prédateur repéré (aérien ou terrestre). Les caractéristiques acoustiques du signal varient en fonction du degré d'urgence de la situation. On a pu individualiser six alarmes différentes : prédateur aérien avec un degré d'urgence bas, moyen et élevé ; prédateur terrestre avec un degré d'urgence bas, moyen, élevé. La réponse des suricates est différente selon qu'il s'agit d'un prédateur aérien ou terrestre. Par exemple, un signal d'urgence concernant la présence d'un prédateur terrestre invite le suricate qui le perçoit à scruter l'environnement et à s'abriter. Par contre, le suricate regarde le ciel et s'aplatit sur le sol en cas de danger imminent lorsque le prédateur est aérien. Outre ce cri d'alarme, on répertorie le cri de panique, celui de recrutement et celui invitant à se sauver. On a recensé 30 cris différents correspondant chacun à un danger. Un cri continu émis à intervalles réguliers signe l'absence de danger. L'animal pépie, trille, grogne ou aboie en fonction des circonstances.

### Devenir d'un groupe

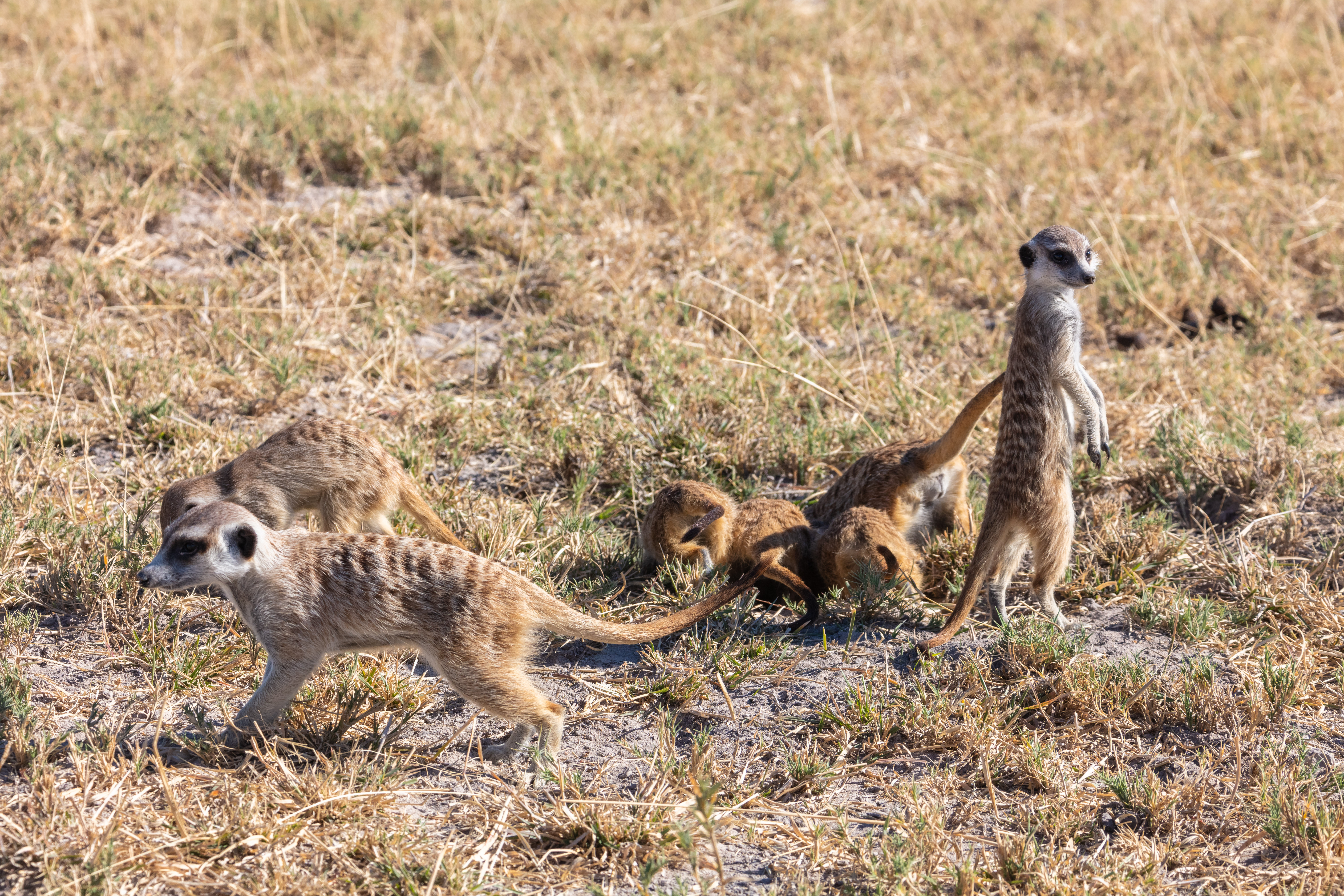
Groupe de suricates.

Un groupe de suricates peut mourir après l'attaque d'un prédateur, si le couple dominant est stérile, lors d'une disette ou d'une épidémie.
La taille du groupe est variable. Lorsqu'il comprend un nombre trop important d'individus, il se disperse au loin à la recherche de nouveaux territoires pour se nourrir. Ou bien, à l'occasion d'une alerte, le groupe recherche un abri dans différents terriers. Le résultat en est une scission du groupe.
Nous avons également vu qu'un nouveau groupe peut se former à partir de femelles évincées et de mâles vagabonds à la recherche d'une partenaire qui, à son tour, mettra bas des portées de 2 à 5 petits.

### Mortalité liée au groupe
Malgré leur comportement "altruiste", les suricates tuent parfois un jeune membre du groupe afin d'accroître leur propre position sociale au sein de ce groupe.
Une étude publiée en 2016 et portant sur plus de mille espèces de mammifères classe les suricates au premier rang pour la mortalité résultant d'« interactions intraspécifiques » (19,36 % du nombre total de morts).

## Sous-espèces
La famille des suricates regroupe trois sous-espèces.
Selon Mammal Species of the World (version 3, 2005)  (9 mars 2014), Catalogue of Life (9 mars 2014) :
- sous-espèce Suricata suricatta iona (Cabral, 1971)
- sous-espèce Suricata suricatta marjoriae (Bradfield, 1936)
- sous-espèce Suricata suricatta suricatta (Schreber, 1776)

## Suricates célèbres
- Timon, le compère de Pumbaa dans Le Roi lion.
- Billy, l'un des personnages principaux du film d'animation Animaux & Cie.
- Le Clan des suricates, série télévisée créée en 2005 et diffusée sur la chaîne Animal Planet.
- Le Clan des suricates : L'aventure commence, film documentaire créé en 2008 et diffusé sur la chaîne Animal Planet.
- La Vallée des meerkats, film documentaire :  Réalisateur : Alain Degré, Éditeur vidéo : Fil À Film.
- « Nono », un suricate surdoué, est l'un des héros du roman jeunesse À la poursuite du Kraken, tome 1 de la série Les Cryptides d'Alexandre Moix éditée chez Plon.
- Dernièrement, les suricates sont devenus les vedettes des publicités de Telus.
- La Famille Suricate, film britannique de James Honeyborne[27].
- La version d'Ubuntu, 10.10, s'appelle Maverick Meerkat, soit en français Suricate Rebelle.
- Oméga : Planète Invisible, le suricate est une race possible pour les personnages.
- L'Odyssée de Pi (Life of Pi) met en scène des suricates.
- Suricate est le nom d'un groupe d'humoristes (Raphaël Descraques, Julien Josselin et Vincent Tirel), leurs sketchs sont diffusés sur W9 dans Le Meilleur de Golden Moustache ainsi que sur internet.
- Hurikat, une application mobile communautaire dédiée à lutter contre les files d'attente, se base sur l'univers du suricate.
- En septembre 2015, le collectif artistique italien Cracking Art Group, installe une trentaine de sculptures de suricates autour de la cathédrale du Mans[28]. Sept de ces suricates sont ultérieurement volés[29] mais deux sont retrouvés le 1er février 2016[30].
- Sécurité Prévention du Paléo Festival de Nyon (130 bénévoles environ). Secteur faisant partie du département Sécurité, s'occupant de la surveillance du festival. Ils préviennent et résolvent de manière bienveillante et par la désescalade toutes situations pouvant nuire au bienêtre des festivaliers.